# Шу цзін
Шу-цзін, або «Книга документів» (кит.: 書經, піньїнь: shū jīng; Book of Documents); інша назва — «Шан шу» 尚書 («Поважні писання») — одна з китайських класичних книг, що входить до складу конфуціанських «У-Цзін» («П'ятикнижжя») і «Ши сань цзін» («Тринадцятикнижжя»), які спочатку носили назву просто «Шу» («Писання» або «Книга»).

## Зміст
«Шу Цзін» є найдавнішим історичним збірником записів переказів, сказань, міфів, їх історизованних версій, історичних подій, урядів, звернень, організаційних розпоряджень, повчань сановникам тощо з 2357 по 627 рік до н. е. в Китаї. Тексти «Шу Цзін» представляють різні епохи і, можливо, культури. Редакція його приписується Конфуцію (551—479 роки до н. е.), який привів до ладу документи, що дійшли до нього. Книга ця переповнена міркуваннями на тему про ідеальну систему управління державою і тому дуже цінується китайцями. Достовірних даних є дуже мало, однак, існує вказівка на всесвітній потоп, що стався нібито при імператорі Яо в 2293 році.
Глава «Цзінь тен» 金滕 вважається одним з найдавнішніх зразків китайської художньої прози що вживає фабулу. Глава «Хун фань» іноді розглядається як квінтесенція усієї класичної культури Китаю.

## Історія тексту
Цитати Шу, наявні у доімперських текстах, вказують: канон Шу, відомий нині, значно відрізнявся від тієї збірки «документів» що були популярні до 221 року до н. е. (заснування імперії Цінь). Зокрема, тексти, які включено до канону, могли існувати як самостійні одиниці, які невідомий редактор зібрав у хронологічну послідовність. З нез'ясованої причини тексти близького змісту, які зараз відомі як «І Чжоу шу» 逸周書 (Yizhoushu), не було включено до цієї збірки. Текст «Бао сюнь» 保訓, відомий науковому суспільству з 2009 року, належить до Шу за жанром, але не включений до канону.
Згідно статистиці Лю Цію zh:刘起釪 (1917—2012), у текстах доімперського періоду що збереглися у традиції (на відміну від знайдених археологами) міститься 335 цітат Шу, з яких 47 маємо у трактаті «Мо-цзи».

### Коментатори імперського періоду
- zh:林之奇 (1112—1176, дин. Сун)
- zh:王充耘 (дин. Юань)